# Gigapassus octarine
Genre
Espèce
Gigapassus octarine, unique représentant du genre Gigapassus, est une espèce d'araignées aranéomorphes de la famille des Linyphiidae.

## Distribution
Cette espèce est endémique d'Argentine. Elle se rencontre dans les provinces de Jujuy et de Tucumán.

## Description
Le mâle holotype mesure 2,50 mm et la femelle paratype 2,35 mm.

## Étymologie
Le genre Gigapassus est la traduction littérale de "Pas de géant" en latin, Miller rend ici hommage à John Coltrane qui a énormément contribué à l'essor du jazz.
Le nom d'espèce octarine est une référence à "La Huitième Couleur" issu des Annales du Disque-monde de Terry Pratchett.

## Publication originale
- Miller, 2007 : Review of erigonine spider genera in the Neotropics (Araneae: Linyphiidae, Erigoninae). Zoological Journal of the Linnean Society, vol. 149, suppl. 1, p. 1-263[3].